# Кетлин Куни
Кетлин М. Куни (позната као Кара Куни) је египтолог, археолог и доцент египатске уметности и архитектуре на Универзитету Калифорније у Лос Анђелесу. Такође је  председница одсека блискоисточних језика и културе на универзитету. Осим њеног научног рада, позната је по наступима у емисијама о древном Египту на Дискавери каналу и по писању научно популарних књига о Египту. Специјализовала је процес производње, погребне ковчеге и економију у древном свету.

## Образовање и каријера
Куни је одрасла Хјустону. Дипломирала је немачки језик и хуманистику на Универзитету Тексаса у Остину 1994. године. Докторирала је 2002. на Универзитету Џонс Хопкинс на катедри за Блискоисточне студије. Била је део екипе археолога који су ископавали Деир ел Медину у Египту, као и Дахшур и бројне гробнице у Теби. У 2002. години је била почасни запослени Националне Галерије Уметности и радила је на припремама за изложбу Потрага за бесмртношћу: Блага древног Египта Египатског музеја у Каиру. Након привременог једногодишњег предавања на Универзитету Калифорније у Лос Анђелесу, предавала је три године на Универзитету Станфорд.  Радила је и у Гети Центру пре него што је 2009. године добила понуду да предаје за стално на Универзитету у Калифорнији.

## Телевизија
Била је водитељка две телевизијске емисије Дискавери канала: Из Египта, први пут емитоване у августу 2009. године и Изгубљена Египатска краљица, у којој се такође појавио Захи Хавас.

## Чланци
- “Private Sector Tomb Robbery and Funerary Arts Reuse according to West Theban Documentation,” in: Deir el-Medina Studies, Helsinki June 24-29, 2009 Proceedings, J. Toivari-Viitala, T. Vartiainen, S. Uvanto, eds. (Finland 2014): 16-28.
- “Where does the Masculine Begin and the Feminine End? The Merging of the Two Genders in Egyptian Coffins during the Ramesside Period,” in: Ehrenmord und Emanzipation: Die Geschlechterfrage in Ritualen von Parallelgesellschaften, Geschlecht–Symbol–Religion series, B. Heininger, ed., LIT Verlag (Münster).
- “Scarab,” UCLA Encyclopedia of Egyptology (Los Angeles).[10]
- “The Functional Materialism of Death: A Case Study of Funerary Material in the Ramesside Period,” in: Das Heilige und die Ware, IBAES VII, M. Fitzenreiter, ed., Golden House Publications (London).
- “An Informal Workshop: Textual Evidence for Private Funerary Art Production in the Ramesside Period,” in: Living and Writing in Deir el Medine: Socio-historical Embodiment of Deir el Medine Texts, Aegyptiaca Helvetica series 19, Andreas Dorn and Tobias Hoffmann, eds. (Basel): 43-56.
- “Scarabs in the Los Angeles County Museum of Art, Part I: Intimate Protection or Distributed Propaganda? Scarabs in the Los Angeles County Museum of Art,” co-authored with Johnna Tyrrell, PalArch, Netherlands Scientific Journal 4, 1 (October): 1-13.[11]
- “Scarabs in the Los Angeles County Museum of Art, Part II: Catalogue of Scarabs in the Los Angeles County Museum of Art,” co-authored with Johnna Tyrrell, PalArch, Netherlands Scientific Journal 4, 1 (October): 15-98.
- Changing Burial Practices at the End of the New Kingdom: Defensive Adaptations in Tomb Commissions, Coffin Commissions, Coffin Decoration, and Mummification, in: Journal of the American Research Center in Egypt, JARCE 47 (2011), 3-44.
- “Apprenticeship and Figured Ostraca from the Ancient Egyptian Village of Deir el-Medina,” in: Archaeology and Apprenticeship: Body Knowledge, Identity, and Communities of Practice, W. Wendrich, ed., University of Arizona Press (Tucson), 145-170.
- “Objectifying the Body: The Increased Value of the Ancient Egyptian Mummy during the Socioeconomic Crisis of Dynasty Twenty-One,” in: J. Papadopoulos and G. Urton, eds., The Construction of Value in the Ancient World, Cotsen Institute Press (Los Angeles): 139-159.
- Review of Lynn Meskell’s Private Life in New Kingdom Egypt, American Journal of Archaeology 107 (2003).
- The Production of Private Ramesside Tombs within the West Theban Funerary Economy
- Gender Transformation in Death: A Case Study of Coffins from Ramesside Period Egypt
- Labour, in The Egyptian World, Toby Wilkinson, ed.
- The Daily Offering Meal in the Ritual of Amenhotep I: An Instance of the Local Adaptation of Cult Liturgy (co-authored with J. Brett McClain)
- Egyptology and Afrocentrism (in German), in: Ma’at Archäologie Ägyptens, No. 2 (2005), 6-11.
- The Woman Who Would Be King, in Lapham’s Quarterly, 13 August 2014.
- “The Edifice of Taharqa: Ritual Function and the Role of the King,” Journal of the American Research Center in Egypt 37: 15-47.

## Курсеви

### Студентима
- Women and Power in Ancient World (Ancient Near East 15)
- Art and Architecture of Ancient Egypt, Predynastic Period to New Kingdom (Ancient Near East/Art History CM101A)
- Ancient Egyptian Civilization (Ancient Near East/History M103A)

### Постдипломцима
- Late Egyptian (Ancient Near East 210)
- Seminar: Ancient Egypt (Ancient Near East 220)
- Art and Architecture of Ancient Egypt, Predynastic Period to New Kingdom (Ancient Near East C267A)
- Art and Architecture of Ancient Egypt, New Kingdom to Greco-Roman Period (Ancient Near East C267B)

## Књиге
- Cooney, Kara (2015). The Woman Who Would be King. New York: Oneworld Publications. ISBN 978-1-78074-651-7.[12][13][14][15]
- Cooney, Kathlyn Mary (2007). The cost of death: the social and economic value of ancient Egyptian funerary art in the Ramesside period. Leiden: Nederlands Instituut voor het Nabije Oosten. ISBN 978-90-6258-222-8.[16]

## Лични живот
Кунијини баба и деда са очеве стране су пореклом из Корк округа у Ирској. Названа је по својој баби Кетлин Мери. Њена мајка је Италијанка, њена бака је била из Абруцо области, а деда из Напуља. Користи своје пуно име Кетлин за научне радове, а надимак Кара за стручан, али не академски рад.